# 安樂影片
安樂影片 （あんらくえいへん）あるいはエドコフィルム（英語: Edko Films Ltd.）は、1950年に江志強によって設立された、香港の映画の製作、配給、広告の制作などを行う会社。映画館も12ヶ所運営する。香港において最も歴史のある映画配給会社で、過去に100本以上の映画を配給している。現在、従業員は200人以上で、年間売上高は10,000,000～49,999,999香港ドルを計上している。
ソニー・ピクチャーズ・エンタテインメントの作品を香港の大手映画館に配給するため、同社と契約を締結している。

## 主な配給映画
- 《グリーン・デスティニー》
- 《スパイダーマン》
- 《HERO》
- 《スパイダーマン2》
- 《スパイダーマン3》
- 《贖い》
- 《ブロークバック・マウンテン》
- 《英国万歳!》（The Madness of King George）
- 《セントラル・ステーション》
- 《キューブ》
- 《カラー・オブ・ハート》
- 《皇帝ペンギン》
- 《オール・アバウト・マイ・マザー》
- 《トーク・トゥ・ハー》
- 《バッド・エデュケーション》
- 《ボルベール〈帰郷〉》
- 《夏の夜の夢》
- 《恋愛睡眠のすすめ》
- 《海の上のピアニスト》
- 《花蓮の夏》
- 《となりのトトロ》
- 《天空の城ラピュタ》
- 《風の谷のナウシカ》
- 《耳をすませば》
- 《魔女の宅急便》
- 《もののけ姫》
- 《猟奇的な彼女》
- 《運動靴と赤い金魚》
- 《ウワサの真相/ワグ・ザ・ドッグ》
- 《遠い道のり》
- 《西瓜》
- 《スウィングガールズ》
- 《Shall we ダンス?》
- 《ブーリン家の姉妹》
- 《虹の女神》
- 《王妃の紋章》
- 《言えない秘密》
- 《ラスト・ブラッド》
- 《スラムドッグ$ミリオネア》
- 《SPIRIT》
- 《パンズ・ラビリンス》
- 《クラッシュ》
- 《善き人のためのソナタ》
- 《コールド・ウォー 香港警察 二つの正義》
- 《妻への家路》
- 《グレートウォール》
- 《新感染 ファイナル・エクスプレス》
- 《天気の子》